# 塔拉兹
塔拉兹（羅馬化：Taraz）是哈薩克斯坦江布爾州首府。位於該國南部塔拉斯河畔，鄰近吉爾吉斯斯坦。1999年人口330,100人。该城市1856——1936年称奧利埃-阿塔（羅馬化：Auliye-Ata）。1936——1938年称为米尔卓扬（羅馬化：Mirzoyan），以亚美尼亚裔革命家列萬·伊薩耶維奇·米爾佐揚命名。米爾佐揚在大清洗失势并被被处决后，又于1938年以哈萨克诗人江布尔·扎巴耶夫之名更名为江布爾 （羅馬化：Dzhambul），直至1997年。

## 历史
這地方，據說是北匈奴的郅支單于強迫康居人用了兩年時間在塔拉斯河附近建設。不久之后，西汉军队在此大破匈奴军，击杀郅支单于。唐代稱為怛罗斯，为石国大镇，歷史上大唐帝國與黑衣大食(阿拉伯帝國阿拔斯王朝)於此地爆發怛罗斯戰役而著名。杜环《经行记》：
“勃达岭北行千余里，至碎叶川。川东头有热海，又有碎叶城。其川西接石国，约长千余里；川中有异姓部落，有异姓突厥。其川西南头，有城名怛邏斯，石国大镇，即天宝十年，高仙芝兵败之地。”

玄奘往印度取经，曾路过此地；《大唐西域记》卷一记载：
“素叶城西行四百余里至千泉……千泉西行百四五十里，至呾邏私城，城周八九里诸国商胡杂居也。”

1210年代，花剌子模與屈出律夾擊西遼，花剌子模在這裡打敗西遼將軍塔陽古，西遼國西方從此歸花剌子模。
元代称为塔剌思。1219年成吉思汗挥师攻打花拉子模，佔领塔剌思，从河中府迁移四百余人到塔剌思屯田，命耶律楚材管理此地。明代稱爲養夷。
在16世纪由于哈萨克汗国与乌兹别克汗国之间的战乱和不断易主，城池也逐渐坍塌只保留了一些房屋和陵墓。18世纪初期落入准噶尔人手中。18世纪末回到哈萨克汗国管辖，19世纪初随哈萨克大玉兹并入沙俄。

## 延伸阅读
[在维基数据编辑]
 《欽定古今圖書集成·方輿彙編·邊裔典·養夷部》，出自陈梦雷《古今圖書集成》
 《明史卷三百三十二》，出自《明史》